# Arthurlie FC
Arthurlie Football Club was een Schotse voetbalclub uit Glasgow. De club werd opgericht in 1874 en opgeheven in 1929. De thuiswedstrijden werden gespeeld in Dunterlie Park. De clubkleuren waren lichtblauw-wit.
Sinds de opheffing van de professionele kant is Arthurlie Football Club een succesvolle junioren voetbalclub. De club speelt op het hoogste junioren niveau in Schotland.

## Prijzenlijst
Nationaal
- Third Division
  - Winnaar (1): 1892